# June Travis

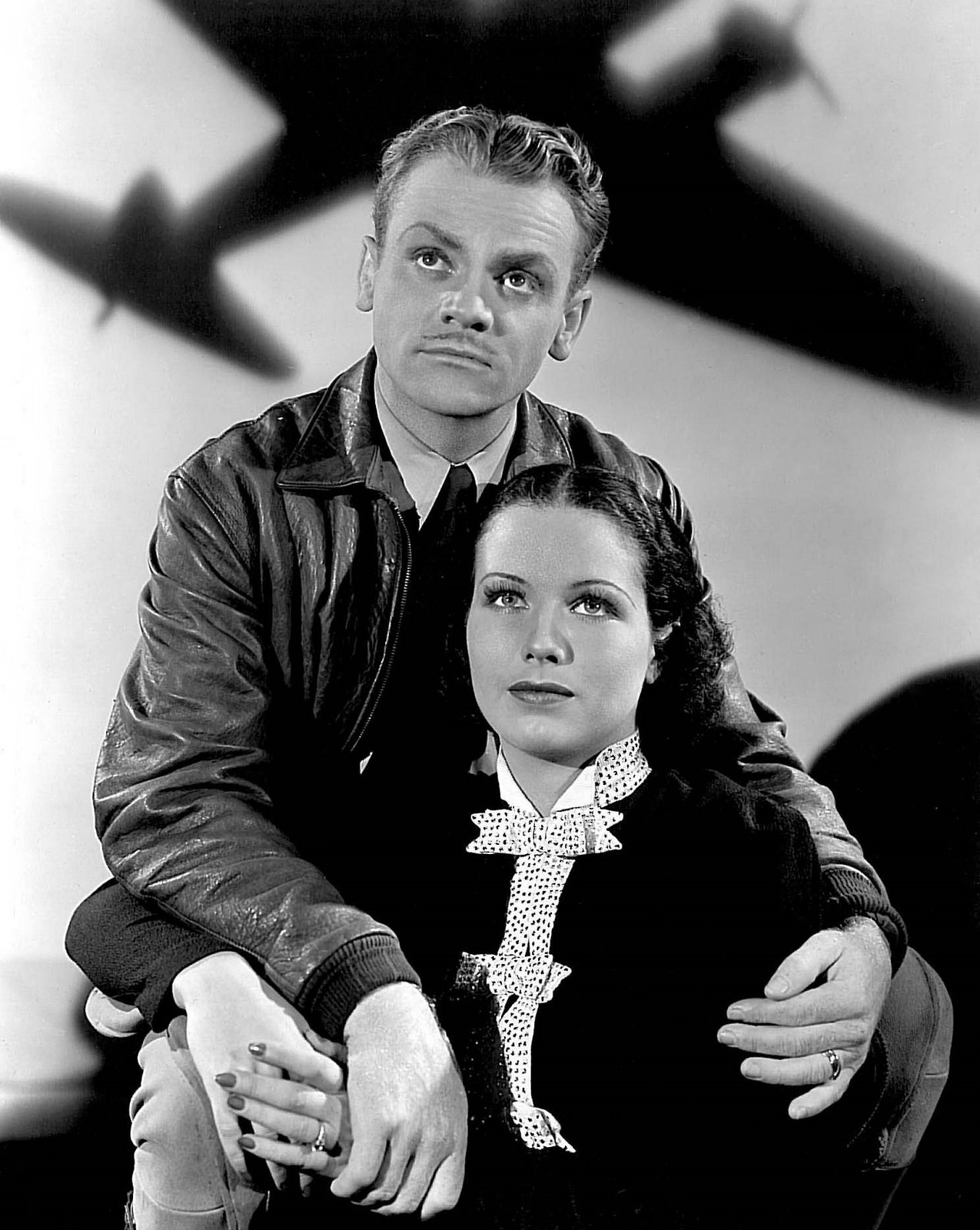
James Cagney y June Travis en Ceiling Zero (1936)

June Travis (7 de agosto de 1914 – 14 de abril de 2008) fue una actriz teatral y cinematográfica estadounidense.

## Biografía

### Inicios
Su verdadero nombre era June Dorothea Grabiner, y nació en Chicago, Illinois, siendo su padre Harry Grabiner, vicepresidente del equipo de béisbol Chicago White Sox en los años 1930.
Estudió en la Parkside Grammar School de Chicago y en la Starrett School for Girls. Posteriormente se formó en la Universidad de California en Los Ángeles y, a su vuelta a Illinois, también se matriculó en la Universidad de Chicago.

### Carrera

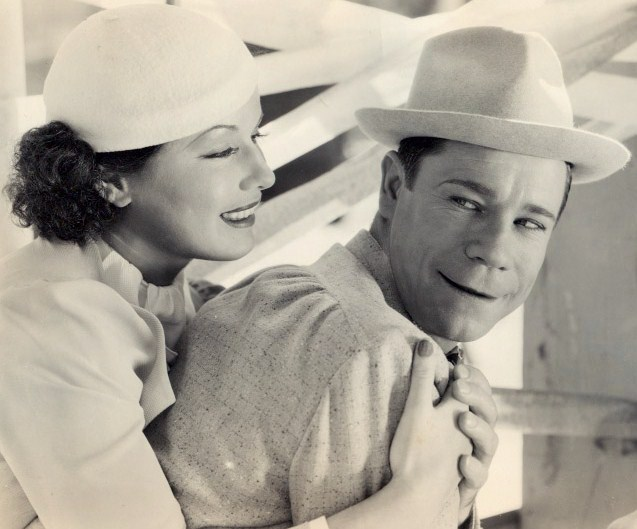
Con Joe E. Brown en Earthworm Tractors (1936)

Un vicepresidente de Paramount Pictures la descubrió en Miami, durante una exhibición de los White Sox. Ofreció a Travis pasar una prueba de pantalla en Pasadena, California, donde el equipo de béisbol entrenaba. En su primera prueba tuvo miedo escénico, por lo que no la superó. Volvió a sus estudios en Chicago, aceptando finalmente un contrato cinematográfico en Palm Springs, California al siguiente año.
Travis debutó en el cine con Stranded (1935), una película protagonizada por Kay Francis y George Brent. Después hizo un papel en Not On Your Life (1935), con Warren William y Claire Dodd. Howard Hawks la dirigió en Ceiling Zero (1936), una producción de Warner Bros. Para preparar la cinta, Travis y las estrellas de la película, James Cagney y Pat O'Brien, recibieron lecciones de vuelo, navegación y paracaidismo de Amelia Earhart en septiembre de 1935. También en 1936, fue la secretaria Della Street frente al Perry Mason interpretado por Ricardo Cortez en The Case of the Black Cat.

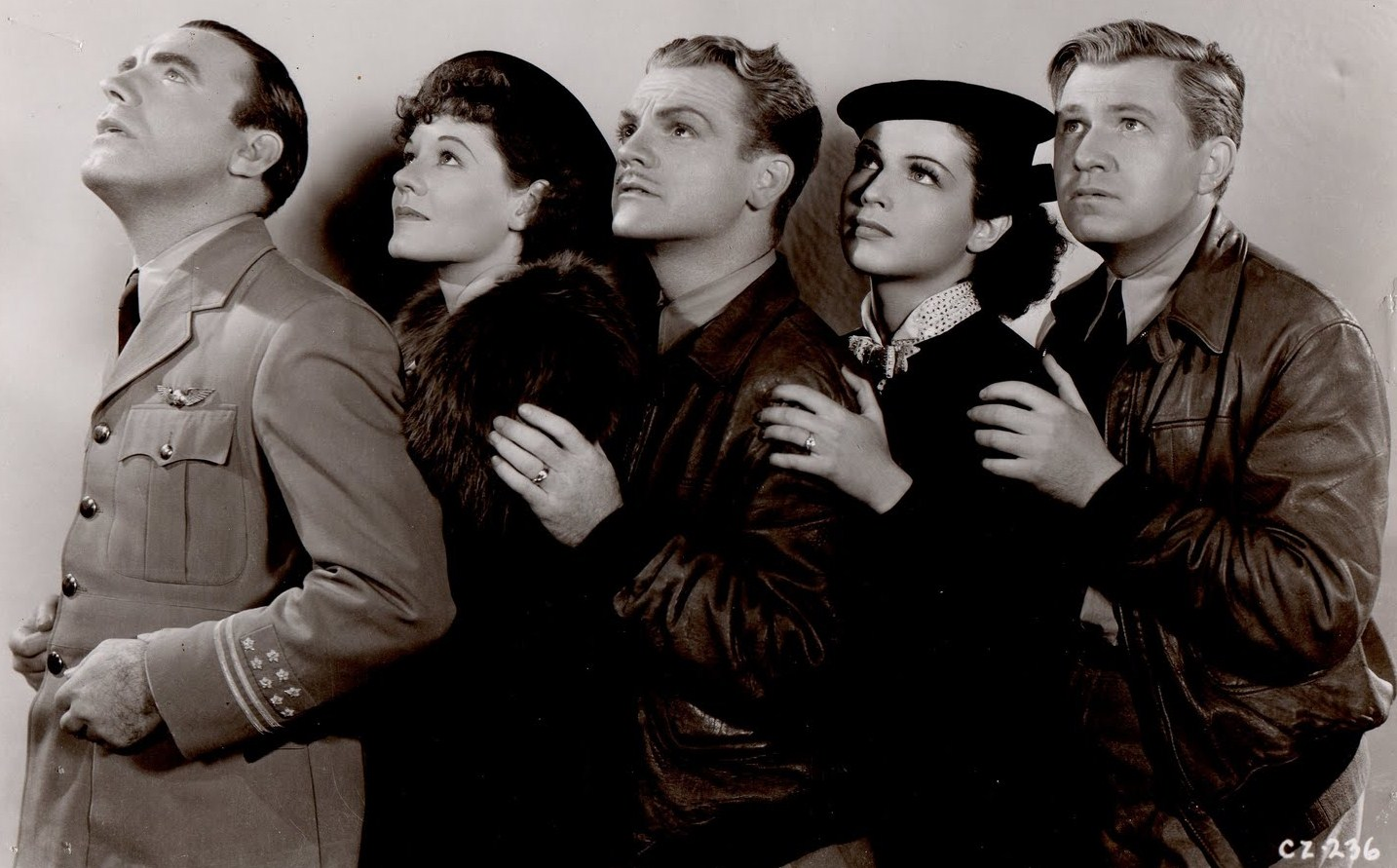
Travis (segunda por la derecha) con Pat O'Brien, Martha Tibbetts, James Cagney y Stuart Erwin en Ceiling Zero (1936)

En la primera película de Ronald Reagan, Love Is on the Air (1937), Travis se encargó del primer papel femenino.
Travis llegó a ser conocida como la Reina de la serie B en el estudio de Warner Bros. Ella afirmaba que, de haber continuado un par de años más en Hollywood, podría haber llegado al estatus de estrella. En vez de ello, a los tres años de su debut volvió a Chicago, dejando de rodar después de 1938, aunque volvió a actuar en The Star y en Monster a Go-Go (1965). Precisamente, de todas las actuaciones cinematográficas de Travis, quizás la más destacada fue la que llevó a cabo en The Star (1952) junto a Bette Davis.
Travis fue Stormy Wilson Curtis en la serie radiofónica Girl Alone, y Bernice en Arnold Grimm's Daughter, otra serie.
Ya retirada definitivamente del cine, Travis empezó a actuar en teatros de Chicago, interpretando con éxito en el Chicago's Goodman Theatre una versión de El rey Lear junto al actor Morris Carnovsky, a la  cual siguieron otras producciones, entre ellas The Pleasure of His Company (con Douglas Fairbanks Jr.), The Philadelphia Story, (con Lee Radziwill), y I Found April (con Jeanne Crain).

### Vida personal
El 3 de enero de 1940 se casó con Fred Friedlob, con el que tuvo dos hijas, Cathy y June. Friedlob falleció en mayo de 1979 en Chicago.
Travis falleció el 14 de abril de 2008 en Chicago, a los 93 años de edad, a causa de las complicaciones surgidas tras sufrir un accidente cerebrovascular. Fue enterrada en el Cementerio Oak Woods de Chicago.

## Filmografía
- 1935 : Stranded (con Kay Francis y George Brent)
- 1935 : Don't Bet on Blondes (con Warren William y Guy Kibbee)
- 1935 : Bright Lights (con Joe E. Brown)
- 1935 : Broadway Gondolier (con Dick Powell y Joan Blondell)
- 1935 : The Case of the Lucky Legs (con Warren William y Genevieve Tobin)
- 1935 : Shipmates Forever (con Dick Powell y Ruby Keeler)
- 1935 : Dr. Socrates (con Paul Muni)
- 1935 : Broadway Hostess
- 1936 : Ceiling Zero (con James Cagney)
- 1936 : Times Square Playboy (con Warren William)
- 1936 : Earthworm Tractors (con Joe E. Brown)
- 1936 : Bengal Tiger (con Barton MacLane)
- 1936 : Jailbreak (con Barton MacLane y Craig Reynolds)
- 1936 : The Big Game (con Philip Huston y James Gleason)
- 1936 : The Case of the Black Cat (con Ricardo Cortez)
- 1937 : Join the Marines (con Paul Kelly)
- 1937 : Circus Girl (con Robert Livingston y Donald Cook)
- 1937 : Men in Exile (con Dick Purcell)
- 1937 : Love Is on the Air (con Ronald Reagan)
- 1937 : Over the Goal (con William Hopper y Johnnie Davis)
- 1937 : Exiled to Shanghai (con Wallace Ford y Dean Jagger)
- 1938 : The Kid Comes Back (con Wayne Morris)
- 1938 : Over the Wall (con Dick Foran)
- 1938 : Go Chase Yourself (con Joe Penner y Lucille Ball)
- 1938 : The Marines Are Here (con Gordon Oliver)
- 1938 : The Gladiator (con Joe E. Brown)
- 1938 : Mr. Doodle Kicks Off (con Joe Penner)
- 1938 : The Night Hawk (con Robert Livingston)
- 1938 : Little Orphan Annie (con Ann Gillis)
- 1938 : Federal Man-Hunt (con Robert Livingston)
- 1952 : The Star (con Bette Davis)
- 1965 : Monster a Go-Go (con Paul Morton)